# Массандровский дворец
Масса́ндровский дворец — памятник архитектуры конца XIX — начала XX века, дворец принадлежал российскому императору Александру III, расположен в Верхней Массандре на Южном берегу Крыма. Ныне это дворец-музей — филиал Алупкинского дворцово-паркового музея-заповедника.

## История
Массандровский дворец на Южном берегу Крыма — памятник архитектуры конца XIX — начала XX века. Замок начал строить князь Семён Михайлович Воронцов, которому тогда принадлежали земли Верхней Массандры и Ай-Даниляс.

### Строительство дворца (1879—1889)
В 1879 году князь Воронцов заказал проект строительства дворца французскому архитектору Этьену Бушару, который должен был разработать проект здания в стиле «Возрождение», так чтобы оно стало воплощением стиля короля Людовика XIII. Через год все планы и чертежи были отправлены для одобрения заказчику. В 1881 году строительство было приостановлено из-за смерти архитектора, а в 1882 году в связи с кончиной князя Воронцова строительство дворца остановилось.

### Покупка дворца для императора Александра III (1889—1894)
В 1889 году имение с недостроенным дворцом было куплено для императора Александра III департаментом уделов у племянницы князя Воронцова, в купчей от 9 марта 1889 годы была указана цена 1 874 050 рублей.
После покупки Массандры Александр III неоднократно посещал её, жена императора Мария Федоровна в своих письмах из Крыма нередко писала о прогулках в Массандровских гротах с сыном Георгием. 
Перед началом строительных работ необходимо было оценить состояние замка. Этим занялся архитектор П. К. Теребенев. До начала постройки дворца стоимость замка, созданного для князя С. М. Воронцова, оценивалась в 121 272 рублей. Архитектор П. К. Теребенев так описал состояние дворца при покупке имения: «Каменное здание в два этажа, частью с подвалом, сложенное из местного известковой породы камня, правильной кладки, хорошо сложенной, крыша цинковая с мансардными окнами; здание состоит из стен, крыши цинковой и по всем помещениям положены железные балки, остальных частей здания не имеется».
Завершить строительство поручили петербургскому архитектору Максимилиану Егоровичу Месмахеру, который в своей памятной записке о событиях 1891—1892 годов писал: "Мне было объявлено через князя Вяземского о поручении постройки для Его Величества, дворца в имении «Верхняя Массандра». Архитектор получил указания по возможности использовать существующие стены неоконченной постройки прежнего владельца князя Воронцова. 1 марта 1892 года император принял архитектора в Аничковом дворце и в разговоре указал на то, где должны были быть размещены жилые помещения для него, его детей и супруги.
Все проекты архитектора были утверждены лично Александром III 6 июля 1892 года. Единственная просьба Александра III заключалась в увеличении помещения для кухонного и конюшенного флигеля, для расположения дополнительных служб. Одним из главных условий, выдвинутых М. Е. Месмахером при заключении договора о перестройке дворца, являлось участие в строительстве архитектора Оскара Эмильевича Вегенера.
Для осмотра места будущего строительства М. Е. Месмахер прибыл в Массандру в июле 1892 года. Подготовка площадки и подвоз строительного материала начался в октябре того же года. Работы первой очереди стартовали весной 1893 года, тогда же приступили к составлению рисунков для внутреннего убранства дворца. Недалеко от дворца, по приказу Александра III, началось строительство помещений для Министра двора и свиты. К лету 1894 года М. Е. Месмахер подготовил рисунки внутреннего убранства Массандровского дворца.
Во время поездок в Крым императорская семья нередко бывала в Массандровском имении, посещая строящийся в то время дворец Александра ІІІ. Николай II вместе с семьей отправился в Массандру на лошадях 28 сентября 1894 года. В имении управляющий Шелухин угостил гостей земляникой, персиками, орехами и каштанами. 10 октября 1894 года император вместе с императрицей отправились в Ливадию, проезжали через Массандровское имение. В Массандре их ждали служащие имения Лазарев, Олив и Вяземский, наполнившие карету императорской семьи виноградом и цветами.
20 октября 1894 года в связи со смертью Александра III был изменён общий план построек и уменьшена общая смета. Несмотря на сокращение объёма строительных работ, для оформления внешних фасадов дворца были приглашены наиболее известные специалисты и компании того времени. Здание дворца Александра III в Массандре было богато украшено декором.

### Замок императора Николая II (1894—1917)
Одним из внешних функциональных элементов выступали большие круглые часы фирмы «Винтеръ». Их расположили в часовой башне дворца по личному приказу императора Николая II. Изделия этой марки были распространены по всей территории Российской империи, не являлась исключением и столица страны. В Петербурге часы этой компании в 1869 году украсили здание Адмиралтейства, в 1886 году изделие производства торгового дома Фридриха Винтера установили на фронтон здания Публичной библиотеки.
Башенные часы, установленные в марте 1898 года в Массандровском дворце обошлись в сумму 622 рубля вместе с работами по монтажу. В ноябре 1900 года жена Ф. Винтера, немецкая подданная Альвина Ивановна Винтер, торгующая под маркой «Торговый дом Фридрихъ Винтеръ», получила право иметь на вывеске изображение Государственного герба. Это давало право выступать официальным поставщиком продукции для императорского двора. Часы, расположенные на фасаде Массандровского дворца, имели круглый циферблат с римскими цифрами. До нашего времени первоначальные часы на фасаде дворца Александра III не сохранились, в 2021 году часы были заменены современным аналогом, судьба оригинала остается неясной.
В 1900 году, пока дворец Александра III ещё являлся не достроенным, туристы посещали парк Верхней Массандры, винные подвалы, маршрут к которым предполагал прогулку по заповедному сосновому лесу. После окончания работ в 1902 году внешний осмотр замка разрешался управляющим имения.
Экскурсии в имение «Массандра» с посещением дворца начали организовываться с 1902 года. За неделю до начала экскурсионного сезона реклама с графиком экскурсий помещалась в местной газете «Крымский Курьер».

### Санаторий «Пролетарское здоровье» и оккупация (1920—1948)
После 1917 года экскурсии во дворец Александра III продолжились, объявления о них обычно помещали в газете «Ялтинский голос».
В 1929 году в Массандровском дворце был организован санаторий «Пролетарское здоровье» в подчинении Всесоюзного объединения курортов при Народном Комиссариате Здравоохранения СССР.
Санаторий находился на территории Массандровского сельского совета, был рассчитан на 70 санаторных коек и специализировался на лечении больных с формами легочного туберкулеза, являясь в то время одним из отделений Ялтинского туберкулезного института. В санаторий направлялись требующие особого режима больные неврастенией, заболевшие туберкулезом. Этим и объяснялось размещение отделения «Пролетарского здоровья» в Верхней Массандре, так как неврастеники-туберкулезники были одной из причин нарушения режима больных.
В 1943 году, в период оккупации Крыма, усадьба получила название «Государственное имение № 40» и вошла в структуру Управления государственными имениями Крыма, начальником которого был доктор Шик. Управление оккупационными властями осуществляло Массандровское сельскохозяйственное управление Ялтинского района и Ялтинская районная управа. Государственное имение «Массандра» занималось промышленным виноградарством, в его состав входили все виноградники Массандры, Гурзуфа, Ай-Даниля.
В 1943 году 6 гектаров свободной земли вокруг бывшего советского санатория «Пролетарское здоровье» рядом с Массандровским дворцом были использованы под огороды и сенокос, и входили в структуру государственного имения № 102 «Ливадия».

### ВНИИ виноделия и виноградарства (1944—1948)
Летом 1944 года, после освобождения Крыма, по решению Совета народных комиссаров СССР усадьба и дворец были переданы Всесоюзному научно-исследовательскому институту виноделия и виноградарства «Магарач».
В 1946 году о новоселье института рассказывал журнал «Виноделие и виноградарство СССР» за 1946 год. В залах главного здания Массандровского дворца было расположено Управление института, зал для заседаний научно-технического совета, читальный зал и книгохранилище. На третьем и четвёртом этажах здания размещались отделы агротехники, защиты растений, агрометеорологии, микробиологии и почвоведения. Институт «Магарач» работал в здании дворца до 1948 года.

### Государственная дача — спецобъект № 3 (1948—1989)
В 1948 году в сжатые сроки здание дворца было передано комендатуре № 8 Главного управления Министерства государственной безопасности СССР, территория усадьбы и дворец стали государственной дачей — спецобъектом № 3.
В августе — сентябре 1948 года Иосиф Сталин, отдыхая на Южном берегу Крыма, несколько раз посещал Массандровский дворец. Этим объяснялось скорое решение вместо НИИ «Магарач» организовать в усадьбе Массандровского дворца госдачу № 3, позже переименованную в «Большую сосновку». Сталин несколько раз посещал дворец только в дневное время и никогда не останавливался там на ночь.
После смерти Иосифа Сталина летом 1953 года вышло Постановление секретариата ВЦСПС № 258 от 4 июня 1953 года об организации на ЮБК в Ливадии, Массандре, Алупке санаториев ВЦСПС. От Министерства внутренних дел профсоюзам должны были перейти здания, сооружения, инвентарь и оборудование Ливадийского, Массандровского и Воронцовского дворцов, где размещались госдачи. Однако дворец не был передан профсоюзам и использовался до 1989 года как правительственная дача.

### Современность (с 1991 года)

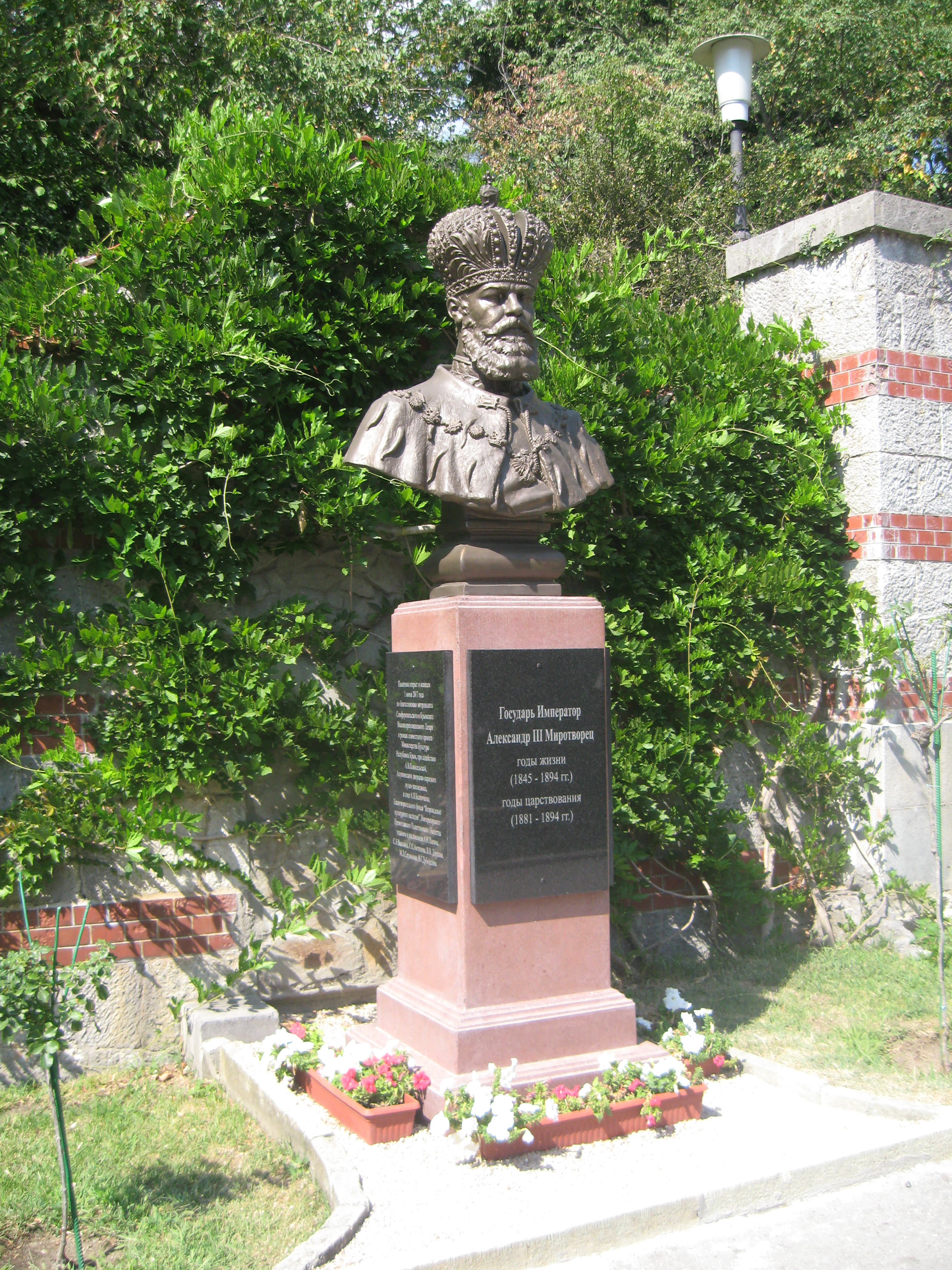
Бюст Александру III

В 1991 году дворец стал филиалом Алупкинского дворцово-паркового музея-заповедника. После получения Украиной независимости в 1992 году во дворце был открыт музей. В 1993 году во дворце состоялось подписание четырёх украино-российских соглашений, получивших название Массандровских.
В настоящее время здесь размещена экспозиция, которая знакомит посетителей с искусством дворцового интерьера второй половины XIX в. Некоторые экспонаты когда-то принадлежали членам Императорской семьи.
Во дворце находятся уникальные предметы быта. Например, камин из цельного куска коричневого мрамора, люстры ручной работы. Также сохранилась встроенная мебель из красного дерева и зеркала изначального интерьера. Не уцелело в некоторых местах оформление стен и сводов. Но в целом, дворец — такое же уютное семейное жилище, как и более 100 лет назад.
После 2014 года дворец передан под административную ответственность Управления делами Президента Российской Федерации.
1 июня 2017 года на территории Массандровского дворца был торжественно открыт бронзовый бюст императору Александру III (скульптор А. А. Аполлонов).
|                           |                              |                                                      |                             |                             |
| Первоначальный вид дворца | Вид дворца с Большой террасы | Вид дворца после перестройки архитектором Месмахером | Массандровский дворец сзади | Сфинкс на территории дворца |